# 解禁男女
《解禁男女》（韓語：모럴센스）是一部2022年公開的Netflix韓國原創愛情喜劇片，改編自作家冬創作的同名網絡漫畫，由導演朴賢真執導，並與編劇李多惠共同創作劇本，徐玄和李濬榮主演。故事講述一名辦公室女職員意外發現公司代理的秘密後，公司上下級關係發生了逆轉的浪漫戀情。

## 演員陣容

### 主要人物
| 演員   | 角色   | 介紹                                                   |
| 徐玄   | 鄭智宥 | 意外發現同事的秘密取向後，與他有著與眾不同的關係。     |
| 李濬榮 | 鄭智厚 | 在女職員之間擁有高人氣，但完美形象背後隱藏著秘密取向。 |

### 其他人物
| 演員   | 角色   | 介紹                           |
| 徐賢宇 | 黃組長 | 公關組組長。                   |
| 金僩娜 | 課長   | 公關組課長。                   |
| 安勝鈞 | 李翰   | 公關組實習生，後升上正式職員。 |
| 白賢珠 |        | 智宥的媽媽。                   |
| 李伊   | 卉美   | 智宥常去的小狗咖啡廳老闆。     |
| 李碩珩 | 宇鶴   | 卉美的小狗咖啡廳職員。         |
| 金寶羅 | 荷娜   | 鄭智厚的前女友。（特別出演）   |
| 朴喜本 | 旁白   | （特別出演）                   |
| 許正道 | 吳組長 | （友情出演）                   |
| 全錫燦 | 洪科長 | （友情出演）                   |

## 獎項
| 年份 | 頒獎典禮           | 獎項           | 入圍者 | 結果 |
| 2022 | 第58屆百想藝術大獎 | 女子新人演技獎 | 徐玄   | 提名 |

## 外部連結
- 在Netflix上觀看《解禁男女》
- NAVER上《解禁男女》的資料
- Daum上《解禁男女》的資料

- 韩国电影数据库（KMDb）上《解禁男女》的資料
- 互联网电影数据库（IMDb）上《解禁男女》的资料（英文）